# 格雷格·阿博特
格里高利·韦恩·阿博特（英語：Gregory Wayne Abbott；1957年11月13日—）是美国共和黨籍政治人物。現任德克薩斯州州長。曾任德克萨斯州州检察长，是德州自重建時期以來第二位共和黨籍的州檢察長，也是自1967年乔治·华莱士卸任以来美国所有州中第一位永久使用轮椅的州长。
1984年的一个午后，阿博特在休斯敦橡树河社区慢跑时，被一棵橡树砸伤，从此留下残疾。
在擔任總檢察長之前，阿博特是德克薩斯州最高法院法官，他最初是在1995年由时任州长小布什（George W. Bush）任命的。在2005年美国最高法院称为范奥登诉佩里案中，他成功地主张德克萨斯州有权在奥斯汀的德克萨斯州议会大厦面前展示十诫。
2019冠狀病毒病疫情期間，格雷格·阿博特反對强制戴口罩制度。2021年8月18日，格雷格·阿博特感染新冠病毒。2023年12月18日，格雷格·阿博特签署法案，将移民非法越境进入得州的行为定为犯罪行为。